# Дуду (цар Аккада)
Дуду — цар Аккада. Його правління припадало приблизно на першу половину XXII століття до н. е..

## Правління
Після смерті Шаркалішаррі у країна настав період цілковитої анархії. Зміна царів відбувалась надто швидко. У боротьбі за престол Аккада взяв участь і гутійський вождь Елулу-Меш. Зрештою трон зумів отримати нащадок династії Саргона — Дуду. Йому приписують відновлення порядку, а також, імовірно, незалежність і могутність, що їх набув Аккад. Його написи були знайдені у Ніппурі й Адабі. Дуду тимчасово визнавали навіть у Лагаші. Такий факт дає підстави припустити, що він принаймні повернув контроль над північчю Шумеру. Цілком ймовірно, щоправда, що фактично Дуду залежав від гутіїв. Також є відомості про успішний похід до Еламу, в будь-якому разі йому належали західні області цієї країни — навколо Авана і Суз.